# Campelles

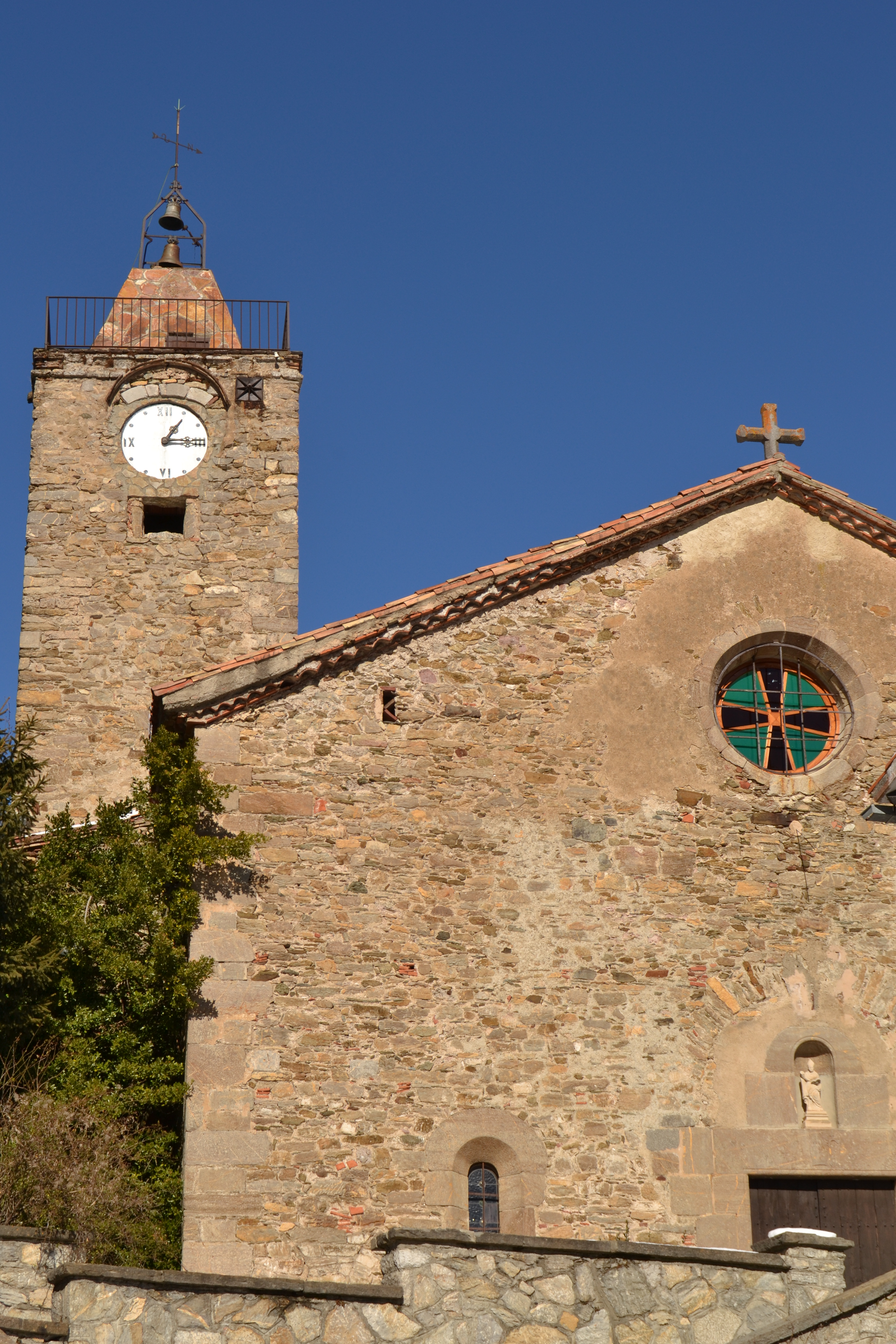
Sant Martí

Campelles è un comune spagnolo di 120 abitanti situato nella comunità autonoma della Catalogna.